# Hammerfest

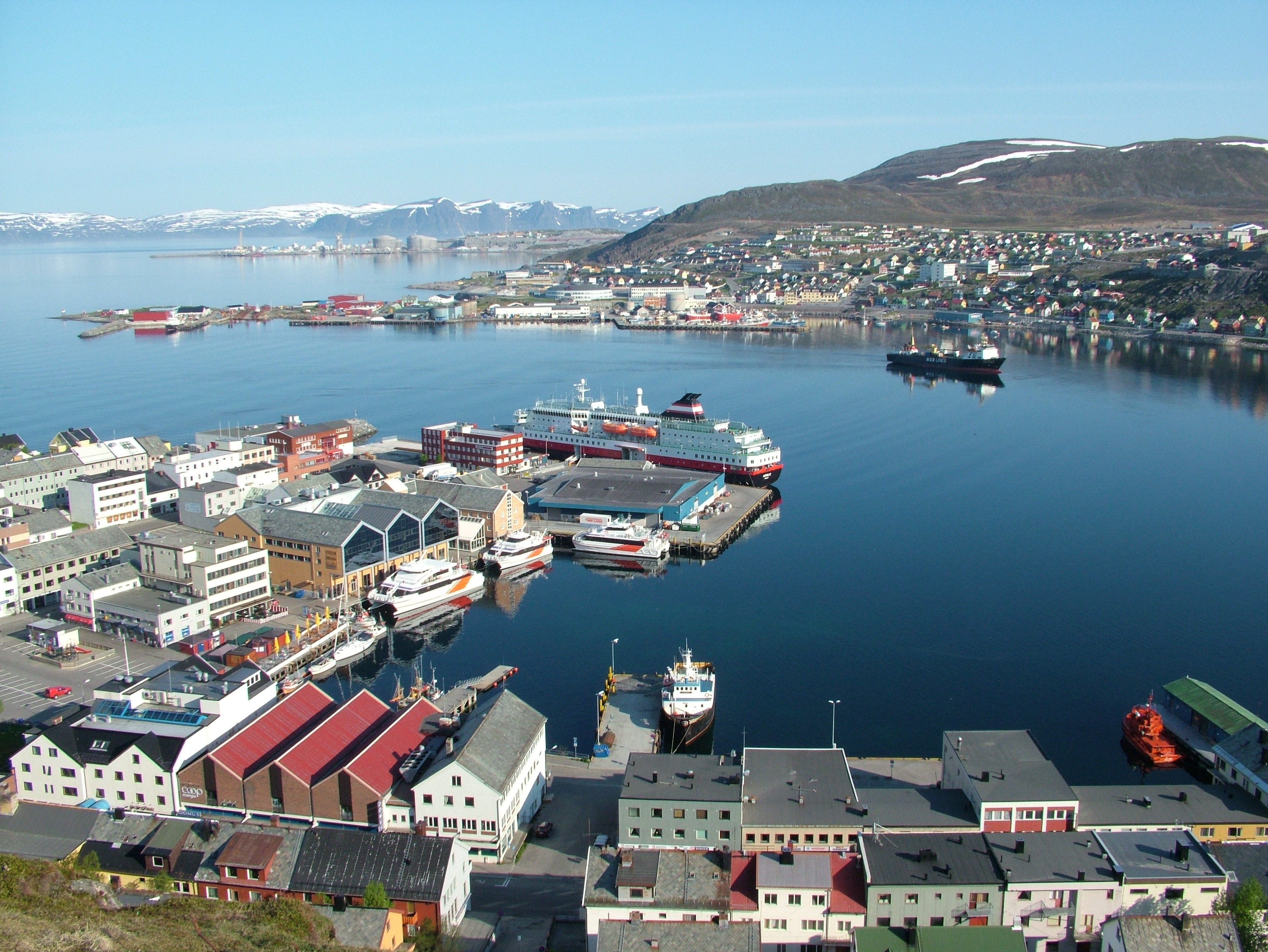
Blick auf Hammerfest

Hammerfestⓘ (nordsamisch: Hámmerfeastta) ist eine Kommune und Stadt im Norden Norwegens.

## Geographie
Hammerfest liegt auf der Insel Kvaløya im Fylke Finnmark. Hammerfest galt bisweilen als die nördlichste Stadt der Welt, zumindest bis Honningsvåg (etwa 2500 Einwohner) 1998 den Status einer Stadt erhielt. Die Bezeichnung „nördlichste Stadt der Welt“ ist allerdings mangels einheitlicher Definition des Begriffes „Stadt“ strittig. Es gibt alleine in Norwegen weitere Städte oder Siedlungen, die sich noch weiter nördlich befinden, wie neben Honningsvåg auch Longyearbyen auf Spitzbergen mit ebenfalls etwa 2000 Einwohnern. Ungeachtet dessen wirbt Hammerfest weiterhin mit dem Slogan „nördlichste Stadt Europas“.
Das Gemeindegebiet von Hammerfest erstreckt sich auch über Teile der Inseln Sørøya (nordöstliche Hälfte) und Seiland (nördlicher Teil). Hinzu kommen einige kleinere Inseln wie Melkøya und Håja. Der höchste Berg ist der Seilandstuva (1078 m).

## Wappen
Beschreibung: In Rot ein weißer stehender Eisbär, über dem Schild eine dreitürmige goldene Mauerkrone.

## Geschichte
Seine Stadtrechte erhielt Hammerfest am 17. Juli 1789. Die Stadt ist nach einem alten Schiffsanlegeplatz benannt. Der erste Teil des Wortes, „hammer“, bezieht sich auf die Anlegemöglichkeiten für Boote und Schiffe am „Berghammer“; der zweite steht für das „Festmachen“ der Boote. Mit Vardø (1789) ist Hammerfest die älteste Stadt Nordnorwegens.

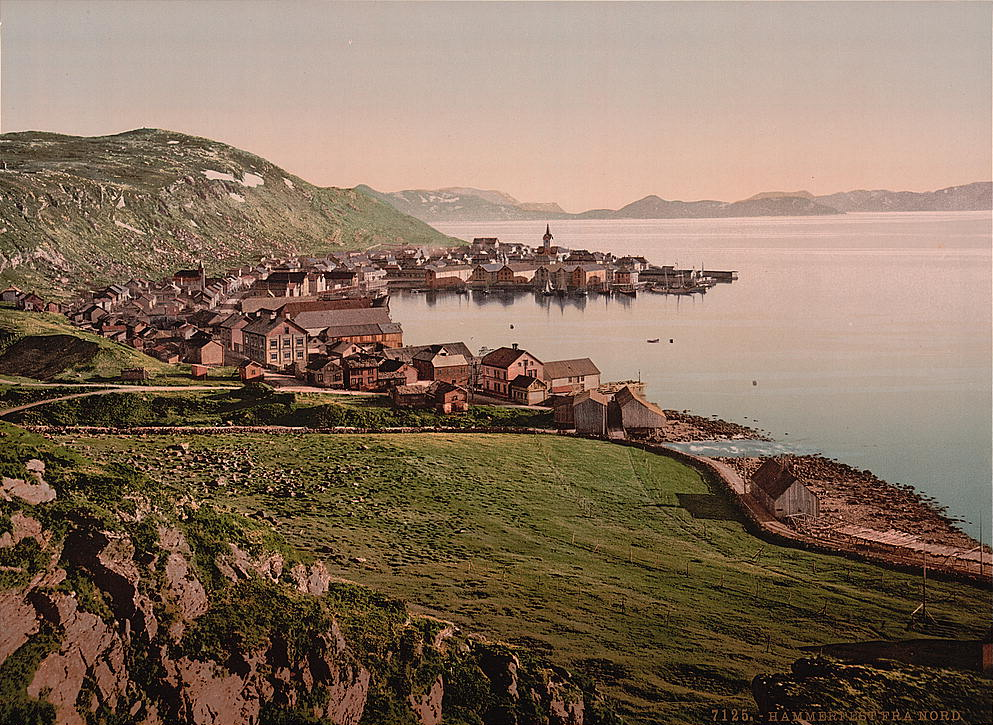
Hammerfest ca. 1890

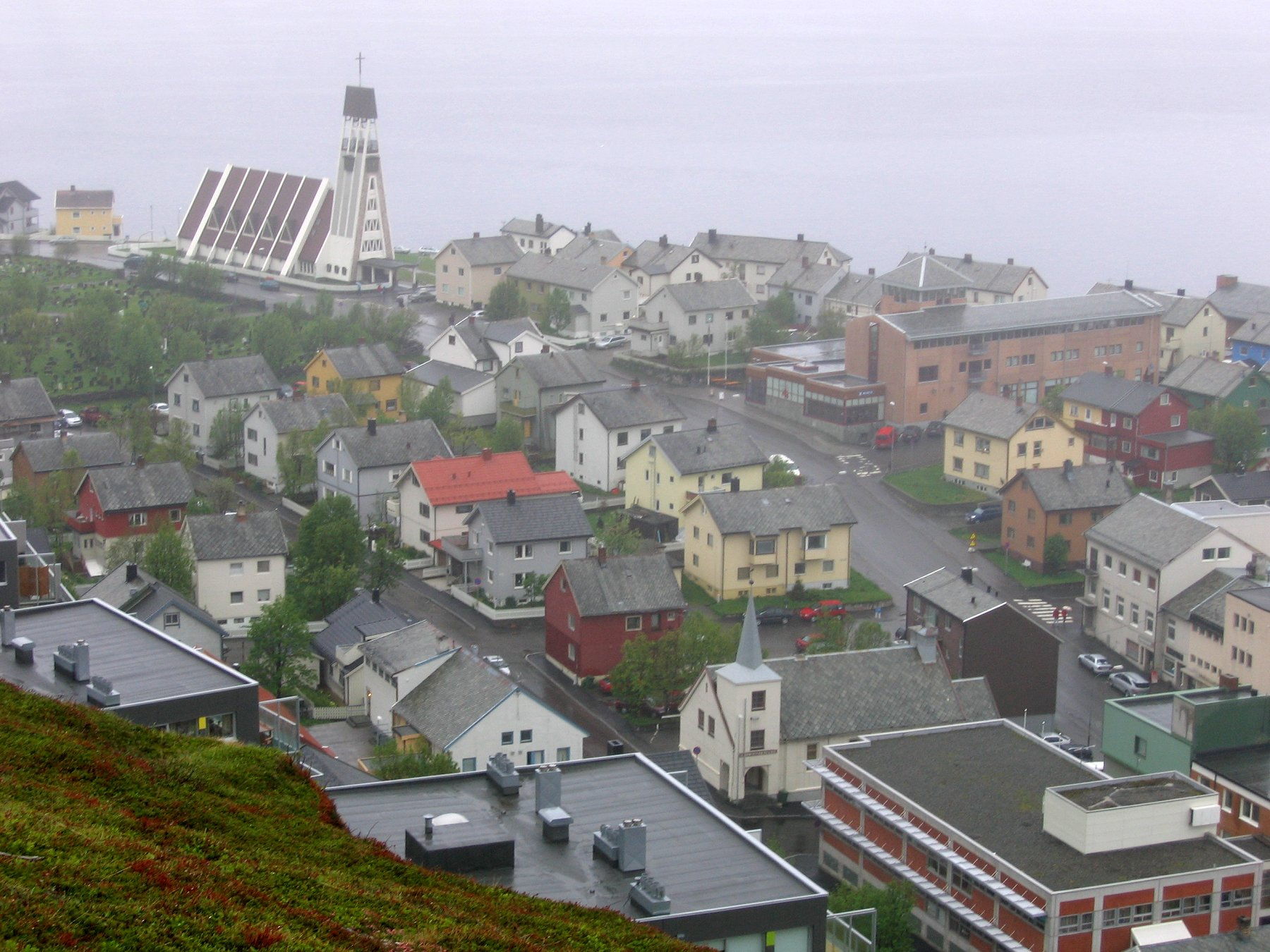
Hammerfest

Im Jahre 1807 wurde Nordnorwegen von Schweden beherrscht, weshalb auch Hammerfest in den Vierten Koalitionskrieg hineingezogen und 1809 von britischen Kriegsschiffen angegriffen wurde. Nach einem kurzen Bombardement kapitulierten die Einwohner; die Briten nahmen den Ort ein und plünderten ihn aus. Nach dem Abzug der Eroberer 1810 richteten die Hammerfester eine Verteidigungsschanze (skansen) mit Kanonen ein. Das Bollwerk ist noch heute in der Hafeneinfahrt zu sehen. Bis zur Jahrhundertwende des 19. Jahrhunderts hatte der Ort vor allem als Anlaufhafen für Wal- und Robbenfänger Bedeutung sowie in der Fassherstellung und im Küstenhandel der Pomoren. Für die Expeditionen Fridtjof Nansens war Hammerfest der Starthafen. Die letzten Mannschaftsmitglieder seiner Fram wurden in Hammerfest angeheuert.
Im Zweiten Weltkrieg wurde Hammerfest von der deutschen Kriegsmarine als Versorgungshafen genutzt. Vor dem Kriegsende wurde Hammerfest ebenso wie andere besetzte Hafenstädte im Norden von Norwegen von deutschen Wehrmachtstruppen zwangsevakuiert und dann völlig zerstört, um den heranrückenden sowjetischen Truppen keine funktionierende Infrastruktur zu hinterlassen (Prinzip der verbrannten Erde). Als einziges Gebäude blieb die Grabkapelle erhalten. Die etwa 50.000 Zwangsevakuierten in der ehemaligen Provinz Finnmark wurden größtenteils mit dem Boot nach Tromsø gebracht und von dort aus weiter in den Süden geschickt und bei anderen Menschen untergebracht. Die Exilregierung in Norwegen forderte die Bevölkerung im Radio dazu auf, sich der Evakuierung zu widersetzen, weshalb etwa 25.000 Menschen sich ihr entzogen und stattdessen in Gebirgshöhlen Schutz suchten. Dort mussten sie ohne Hilfe der Alliierten den Winter verbringen, weswegen später die Aufforderung der Exilregierung kritisiert wurde.
Nachdem der Krieg endete, lebten die meisten Bürger zunächst in Baracken. In den 1950er-Jahren wurden die Dörfer und Städte in Nordnorwegen wieder vollständig aufgebaut. Der Wiederaufbau der zum Großteil niedergebrannten Provinz Finnmark wurde zu einer wichtigen gesamtnorwegischen Aufgabe und es wurden hohe Summen für den Aufbau gespendet. So finanzierte etwa Trondheim einen Teil des neuen Rathauses von Hammerfest. Beim Wiederaufbau wurde sehr auf eine moderne Gestaltung der Bebauung geachtet, was auch auf Kosten der samischen und kvenischen Kultur ging. Der Wiederaufbau wurde etwa 1960 abgeschlossen. Die letzte Baracke in Hammerfest stand jedoch bis 1972. Der neue Stadtplan ist dem alten Plan ähnlich. In den 1960er-Jahren entstanden neue Stadtteile.
1992 wurde die Kommune Sørøysund in die Kommune Hammerfest eingegliedert. Nachdem die beiden Kommunen Hammerfest und Kvalsund beschlossen, im Rahmen der norwegischen Kommunalreform zu einer Kommune zusammengeführt zu werden, bestätigte das norwegische Parlament Storting im Juni 2017 diese Entscheidung. Die neue Regelung gilt seit dem 1. Januar 2020.
In der Kommune kam es mehrfach zu spürbaren Bevölkerungsanstiegen. Nach Ende des Zweiten Weltkrieges kamen bis etwa 1980 viele neue Bürger in die neu aufgebaute Gegend. 1992 stieg durch die Eingliederung von Sørøysund die Zahl der Einwohner von 6940 auf 9410. Zu Beginn der 2000er-Jahre entstand ein erneuter Anstieg durch die beginnende Förderung im Gasfeld Snøhvit und die Entdeckung des Ölfeldes Goliat.

## Klima
Da die Stadt nördlich des Polarkreises liegt, geht zwischen dem 19. Mai und dem 26. Juli die Sonne nicht unter, im Winter dagegen vom 22. November bis zum 21. Januar nicht auf. Nicht zuletzt wegen der langen Winternächte bekam die Stadt als eine der ersten in Europa 1891 eine elektrische Straßenbeleuchtung.
Das Klima der Stadt ist insgesamt entsprechend der Lage subpolar, jedoch vom Golfstrom deutlich abgemildert. Dies führt dazu, dass es an mehr als 200 Tagen pro Jahr Niederschläge gibt. Im Winter liegen die Temperaturen bei −5 °C oder etwas darunter, das Meer bleibt jedoch eisfrei. Im Sommer steigen die Temperaturen nur zögerlich über 10 °C, der wärmste Monat ist mit Tageshöchstwerten von 13–14 °C der Juli.
Die Sonne scheint an etwa 1400 Stunden pro Jahr, von denen 250 auf den Juni fallen und keine auf den Dezember. Die Temperaturextreme liegen bei −20 °C im Januar und +23 °C im Juli.
|                        | Jan  | Feb  | Mär  | Apr  | Mai  | Jun  | Jul  | Aug  | Sep  | Okt  | Nov  | Dez  |   |       |
| Mittl. Temperatur (°C) | −5,2 | −5,0 | −3,7 | −1,0 | 3,2  | 7,8  | 11,3 | 10,5 | 6,6  | 2,0  | −1,6 | −3,8 | ⌀ | 1,8   |
| Mittl. Tagesmax. (°C)  | −2,2 | −2,1 | −1,1 | 1,3  | 5,6  | 11,0 | 14,7 | 13,3 | 8,8  | 4,1  | 0,9  | −1,1 | ⌀ | 4,5   |
| Mittl. Tagesmin. (°C)  | −8,9 | −8,8 | −7,2 | −4,3 | 0,4  | 5,2  | 8,5  | 7,8  | 4,1  | −0,6 | −4,4 | −7,1 | ⌀ | −1,2  |
|                        |      |      |      |      |      |      |      |      |      |      |      |      |   |       |
| Niederschlag (mm)      | 71   | 65   | 62   | 60   | 47   | 52   | 56   | 60   | 79   | 93   | 85   | 90   | Σ | 820   |
|                        |      |      |      |      |      |      |      |      |      |      |      |      |   |       |
| Regentage (d)          | 15,1 | 13,4 | 12,8 | 12,1 | 10,3 | 11,9 | 10,5 | 11,8 | 15,0 | 16,3 | 14,6 | 15,6 | Σ | 159,4 |

| −8,9 |

| −8,8 |

| −7,2 |

| −4,3 |

| 0,4 |

| 5,2 |

| 8,5 |

| 7,8 |

| 4,1 |

| −0,6 |

| −4,4 |

| −7,1 |

| −8,9 |

| −8,8 |

| −7,2 |

| −4,3 |

| 0,4 |

| 5,2 |

| 8,5 |

| 7,8 |

| 4,1 |

| −0,6 |

| −4,4 |

| −7,1 |

## Wirtschaft

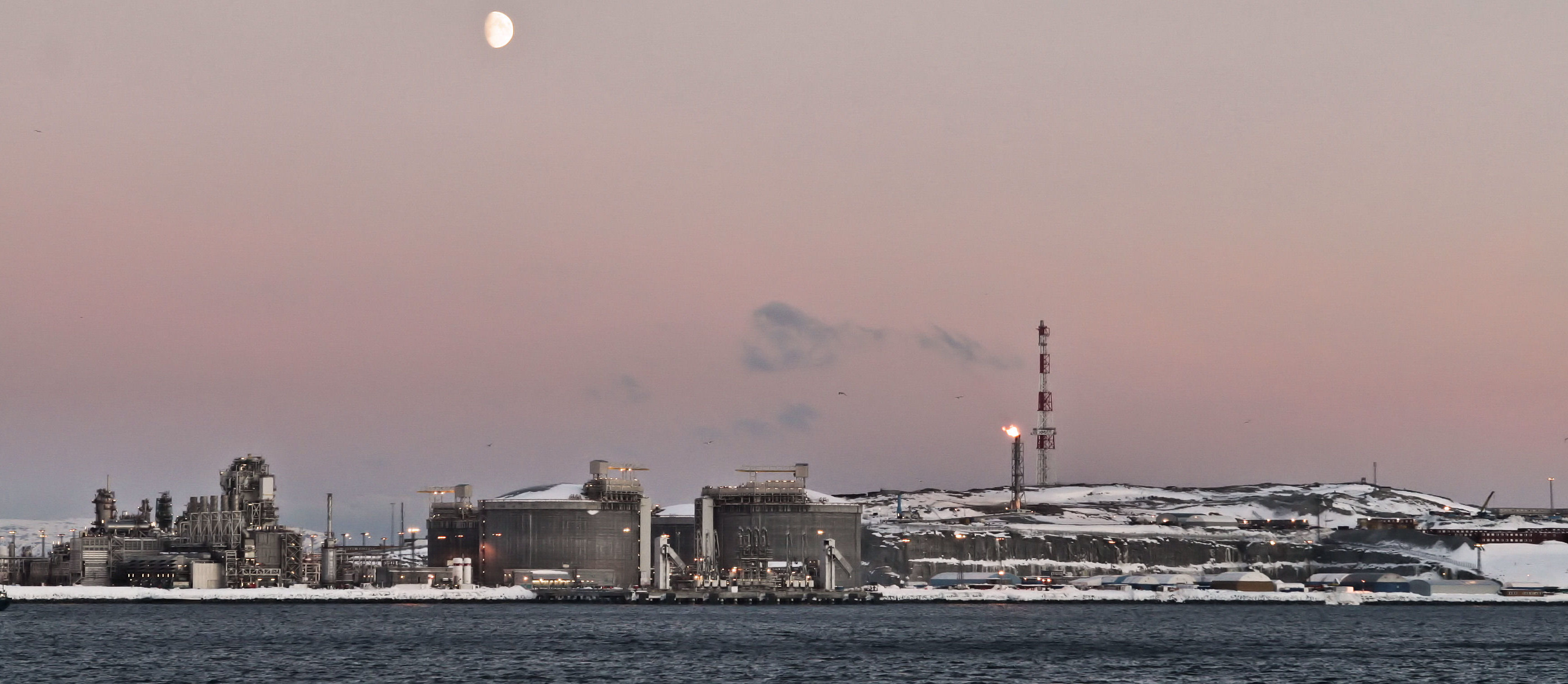
LNG Gasterminal Melkøya

Wichtigster Produktionszweig ist die Fischerei, früher auch der Walfang. Daneben eröffnet die Hochschule Finnmark in zahlreichen Ausbildungsberufen eine Perspektive für junge Menschen.
Auf der vor Hammerfest gelegenen Insel Melkøya hat das internationale Snøhvit-Konsortium unter der Leitung des Statoil-Norsk-Hydro-Konzerns die größte Erdgasverflüssigungsanlage (LNG) Europas errichtet. Damit werden ca. 350 Arbeitsplätze in Hammerfest geschaffen. Von der Insel Melkøya soll das Erdgas aus dem Feld Snøhvit sowie weiteren Gasfeldern in der Barentssee mit Tankschiffen nach Südeuropa und den USA gelangen. Die Anlage, deren Verfahren und ein Großteil des Engineerings aus Deutschland geliefert wurden, wurde im Herbst 2007 fertiggestellt, war aber aufgrund technischer Schwierigkeiten im Februar 2008 noch nicht im Vollbetrieb. Die Fabrik ist ein Symbol für den Aufbruch der Energie-Industrie in die Arktis.

## Verkehr
Im Hafen von Hammerfest legen die Schiffe auf den Hurtigruten an. Die lokale Fähr- und Busgesellschaft FFR bedient mit den Katamaran-Schnellbooten die Siedlungen auf den umliegenden Inseln sowie die angrenzenden Gemeinden per regelmäßiger Busverbindung. Den Flughafen Hammerfest nutzen zwischen 120.000 und 130.000 Passagiere im Jahr (Stand 2019). Er besitzt eine der kürzesten Start- und Landebahnen (880 m), die für den Linienflugbetrieb zugelassen sind. Die Fluggesellschaft Widerøe bedient ihn mehrmals täglich mit De Havilland DHC-8-100-Maschinen. Der Ort ist über die R94 mit der ca. 58 km entfernten E 6 verbunden. Ein Eisenbahnanschluss besteht nicht.

## Sehenswürdigkeiten

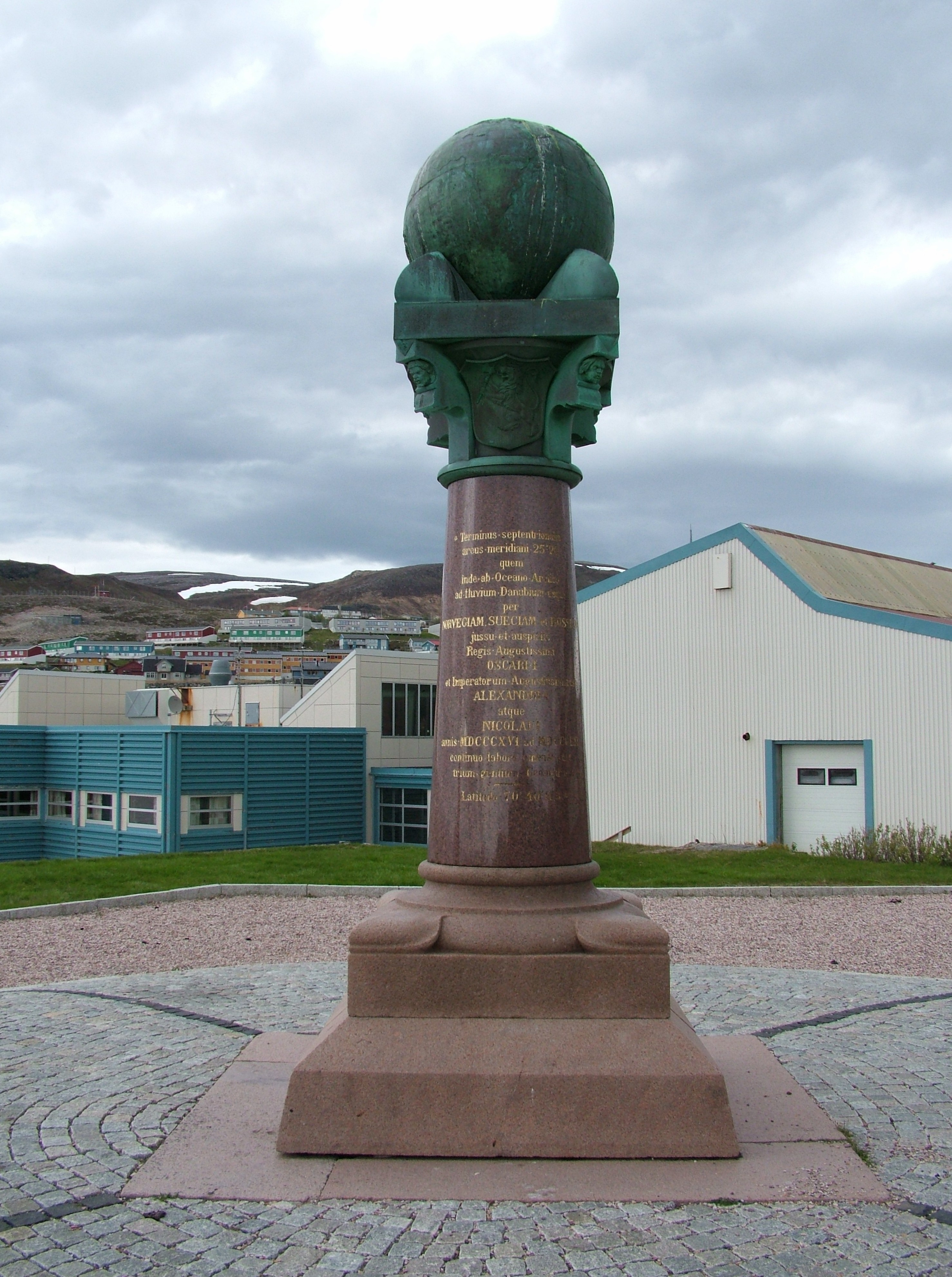
Meridianstein in Hammerfest, entworfen von Wilhelm von Hanno.

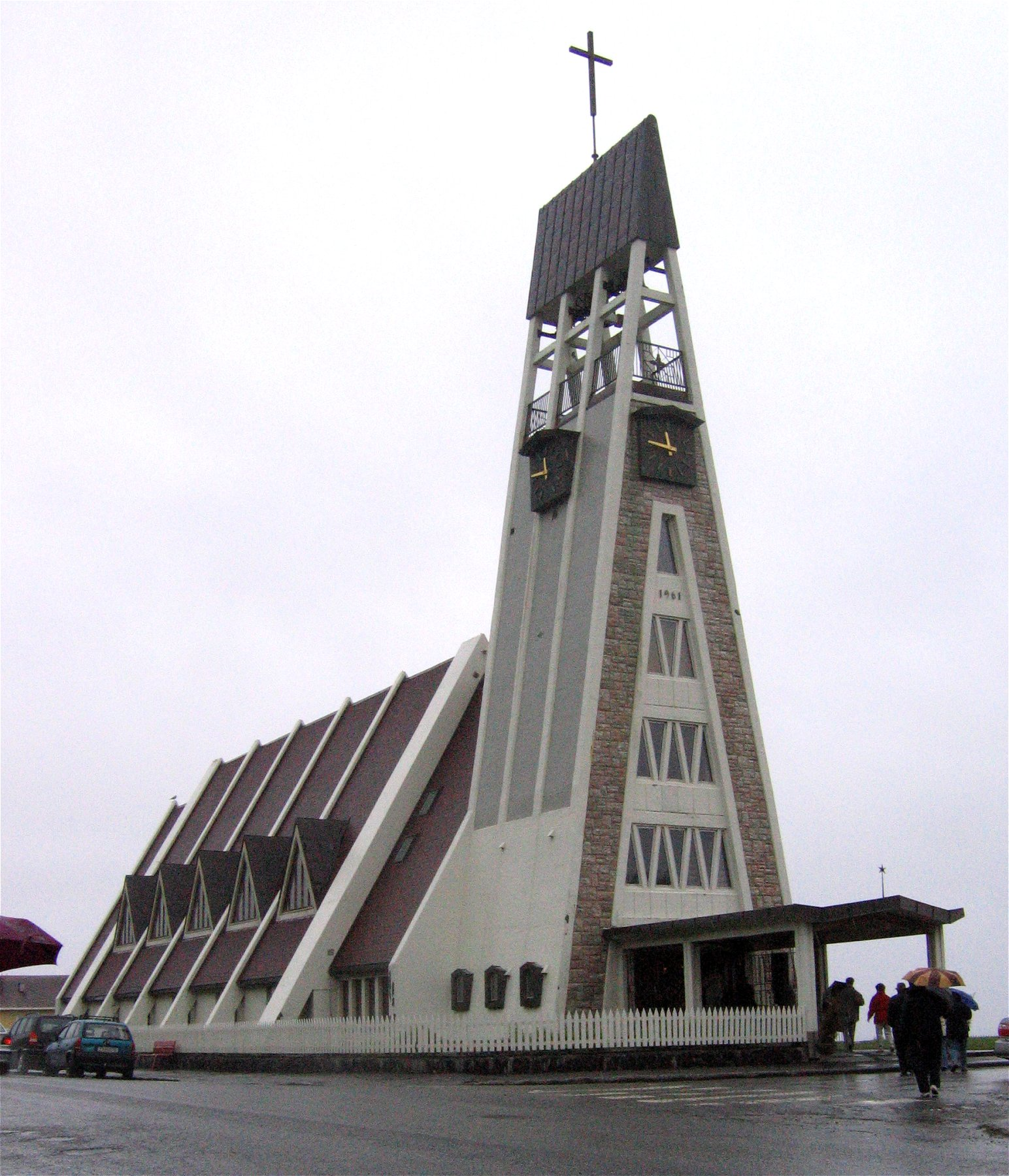
Lutherische Kirche in Hammerfest

- Eisbärenclub: Dieser Verein hat über 270.628 Mitglieder (Juni 2019). Jeder Besucher der Ausstellung über die Geschichte der Stadt, das Eismeer und den Walfang kann mit einem einmaligen Beitrag Mitglied werden (Isbjørnklubben). Der Eisbärenclub liegt am Hafen in der Nähe des Hurtigruten-Anlegers.
- Meridianstein in dem Vorort Fuglenes, der an ein großes Vermessungsprojekt (Struve-Bogen) von Schweden, Russland und Norwegen im 19. Jahrhundert erinnert.
- Aussichtspunkt Salen: 80 Meter über der Stadt hat man eine schöne Aussicht auf die Stadt und die Umgebung.
- Das Wiederaufbaumuseum zeigt den Aufbau Hammerfests nach der Zerstörung im Zweiten Weltkrieg durch deutsche Truppen.
- Lutherische Kirche von Hammerfest und die gegenüber liegende Kapelle, das einzige Gebäude, das den Zweiten Weltkrieg überstanden hat.
- Kirche St. Michael, erbaut von deutschen Freiwilligen. Das Mosaik in der Kirche besteht aus ca. 10.000 Teilen.

## Städtepartnerschaften
Hammerfest unterhält folgende Städtepartnerschaften:
- Schweden – Haparanda[11]
- Dänemark – Ikast[12]
- Russland – Kola[13]
- Südkorea – Mokpo[14]
- Vereinigte Staaten – Petersburg (Alaska)[15]
- Finnland – Tornio[16]
- Schweden – Trelleborg[12]
- Argentinien – Ushuaia

## Persönlichkeiten
- Ole Olsen (1850–1927), Komponist
- Gunnar Graarud (1857–1932), Politiker
- Knut Hoem (1924–1987), Politiker
- Bjørn Sundquist (* 1948), Schauspieler
- Sissel Rønbeck (* 1950), Politikerin
- Steinar Albrigtsen (* 1957), Musiker
- Fred Børre Lundberg (* 1969), Nordischer Kombinierer
- Marianne Sivertsen Næss (* 1974), Politikerin
- Elin Kåven (* 1979), Sängerin
- Marcus Holmgren Pedersen (* 2000), Fußballspieler

## Sonstiges
Im Jahr 2011 wurde der deutsche Spielfilm Gnade, mit Jürgen Vogel und Birgit Minichmayr in den Hauptrollen, an Originalschauplätzen in Hammerfest gedreht.